# Intresst and Louis
Intresst and Louis (Eigenschreibweise: INTRESSTandLOUIS) war ein Schweizer DJ- und Musikproduzenten-Duo, bestehend aus Fabian Dubach und Luigi Correnti.

## Karriere
Die beiden Musiker arbeiteten zum ersten Mal 2011 zusammen. Das Duo hatte innerhalb eines Jahres zwei Hits in der Schweizer Hitparade, im Mai 2015 erreichte Find You und im Mai 2016 Don’t Break My Drum die Top 20 der Schweizer Charts. Die im Mai 2017 erschienene Nachfolgesingle Skylights konnte an diesen Erfolg nicht mehr anknüpfen.
Seit Juli 2017 sind alle Aktivitäten des Projekts eingestellt. Dubach war 2018 an der Single Wildest Love von Molow beteiligt.

## Diskografie

### Singles
- 2015: Find You
- 2016: Don’t Break My Drum (feat. DRM Fly)
- 2017: Skylights

## Belege
1. 1 2  Chartquellen: CH
2. 1 2  https://www.aargauerzeitung.ch/aargau/freiamt/ein-dj-duo-wie-ein-chamaeleon-sie-sind-gross-geworden-in-der-zanzibar-126542068